# إد ناظر
إد ناظر (بالإنجليزية: Ed Nather) (و. 1926 – 2014 م) هو عالم فلك من الولايات المتحدة الأمريكية. ولد في هيلينا، مونتانا.
توفي في أوستن، تكساس، عن عمر يناهز 88 عاماً.